# Диалектный континуум

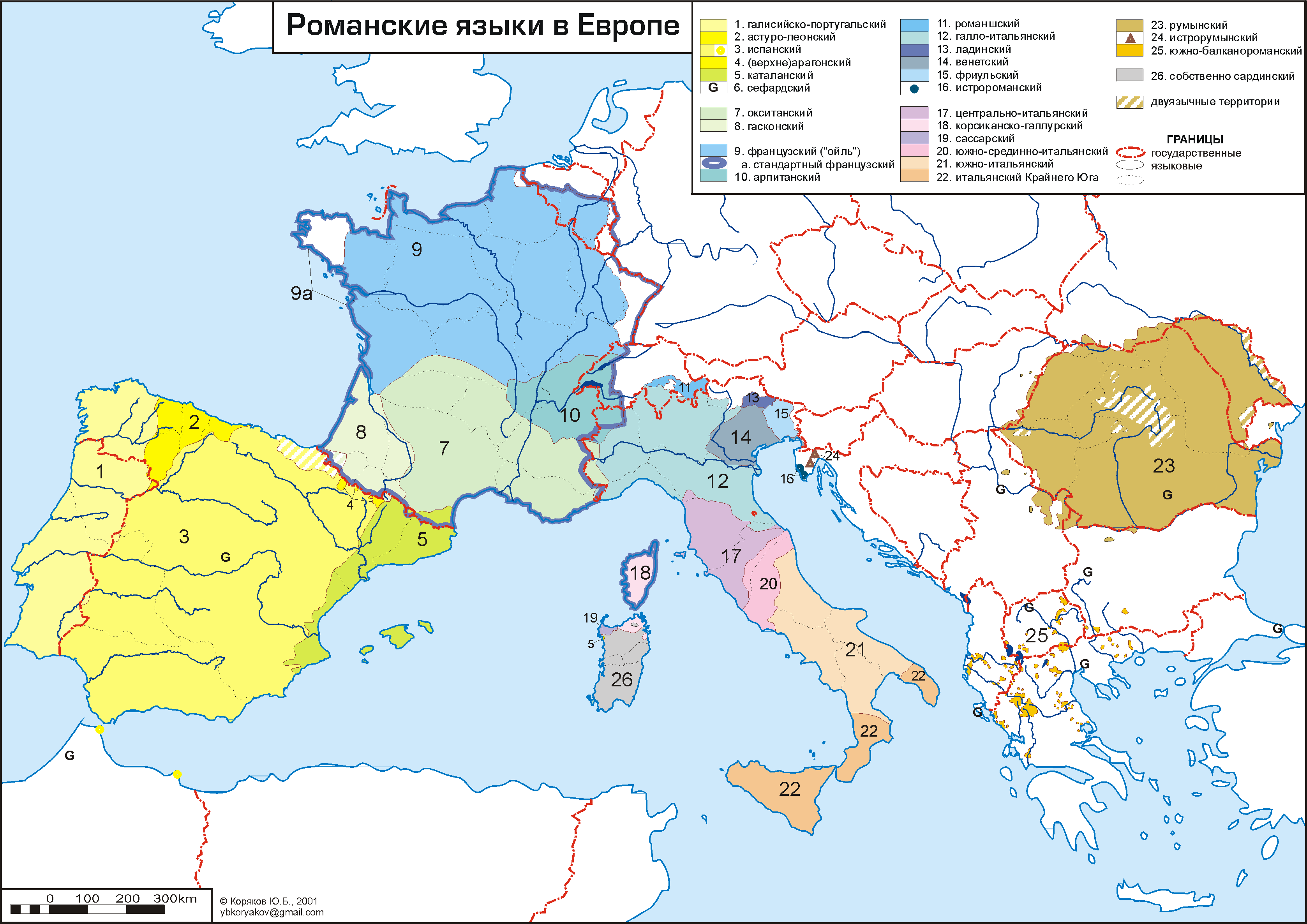
Романские языки в Европе. Западно-романские языки исторически представляют собой непрерывный диалектный континуум. На востоке коричневым цветом обозначен изолированный от них восточно-романский ареал

Диале́ктный конти́нуум (от лат. continuum — непрерывное) — термин, применяющийся в лингвистике в значении совокупности диалектов, образующих на определённой территории непрерывную пространственную последовательность с минимальными различиями между отдельными диалектами. Проблема континуума играет важную роль в сравнительно-историческом языкознании.

## Диасистема, кластер и языковой комплекс
Частными случаями диалектного континуума являются диасистема (плюрицентричный язык), языковой кластер и языковой комплекс.
- Диасистема — генетически единый язык (то есть один язык с точки зрения структурного сходства, абштанд-язык), представленный несколькими вариантами, которые с этнофункциональной точки зрения считаются разными языками (разными аусбау-языками). Диасистема в отличие от других акцентирует прежде всего наличие нескольких литературных стандартов. Плюрицентричный язык и диасистема являются очень похожими терминами и часто используются как синонимы.
- Языковой кластер — разновидность диалектного континуума, в состав которого входят идиомы, хотя бы часть из которых с этносоциальной точки зрения признана как самостоятельные языки.
- Языковой комплекс — разновидность диалектного континуума, в состав которого входят идиомы, определяемые как языки, провести границы между которыми сложно.